# Pastrengo
Pastrengo település Olaszországban, Veneto régióban, Verona megyében. Lakosainak száma 3062 fő (2023. január 1.). Pastrengo Bussolengo, Cavaion Veronese, Lazise, Pescantina, Sant'Ambrogio di Valpolicella és Bardolino községekkel határos.

## Népesség
A település népességének változása:
| Lakosok száma | 3112 | 3092 | 3062 |
|               | 2017 | 2018 | 2023 |